# Flugplatz Bohmte-Bad Essen

i7
i11
i13

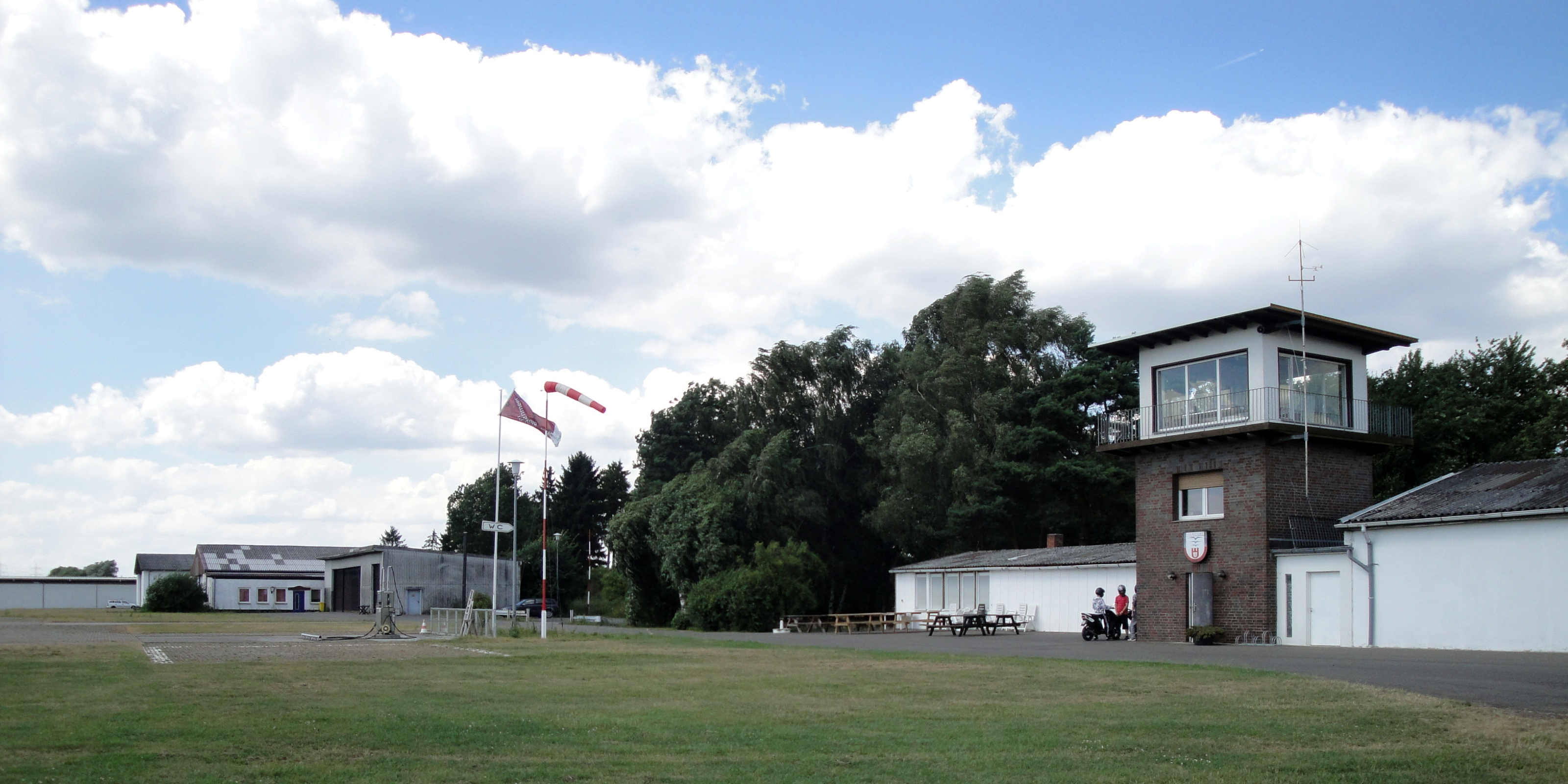
Turm des Flugplatzes

Der Flugplatz Bohmte-Bad Essen (ICAO-Code: EDXD) ist ein Sonderlandeplatz in Niedersachsen nahe Bohmte und Bad Essen.
Hier starten und landen überwiegend Segelflugzeuge. Außerdem wird der Flugplatz von Hobby-Piloten mit kleinen Motorflugzeugen genutzt. Traditionell findet jährlich am 1. Mai ein Flugplatzfest auf dem Gelände statt. Zu diesem Anlass werden Rundflüge in Flugzeugen und Helikoptern angeboten. Viele Privatpiloten nutzen das Fest, um ihre Maschinen dort dem Publikum zu präsentieren und Fluggäste für einen Rundflug mitzunehmen.